# Гленнс-Феррі (Айдахо)
Гленнс-Феррі (англ. Glenns Ferry) — місто в окрузі Елмор, штат Айдахо, США. Згідно з переписом 2010 року населення становило 1319 осіб, що на 292 особи менше, ніж 2000 року. З північного боку біля міста пролягає автомагістраль Interstate 84, а з південного протікає річка Снейк.

## Географія
Гленнс-Феррі розташований за координатами 42°57′1″ пн. ш. 115°18′24″ зх. д. / 42.95028° пн. ш. 115.30667° зх. д. (42.950202, -115.306645).  За даними Бюро перепису населення США в 2010 році місто мало площу 5,02 км², з яких 4,97 км² — суходіл та 0,05 км² — водойми.

### Клімат
| Клімат : Гленнс-Феррі                                   | Клімат : Гленнс-Феррі | Клімат : Гленнс-Феррі | Клімат : Гленнс-Феррі | Клімат : Гленнс-Феррі | Клімат : Гленнс-Феррі | Клімат : Гленнс-Феррі | Клімат : Гленнс-Феррі | Клімат : Гленнс-Феррі | Клімат : Гленнс-Феррі | Клімат : Гленнс-Феррі | Клімат : Гленнс-Феррі | Клімат : Гленнс-Феррі | Клімат : Гленнс-Феррі |
| Показник                                                | Січ.                  | Лют.                  | Бер.                  | Квіт.                 | Трав.                 | Черв.                 | Лип.                  | Серп.                 | Вер.                  | Жовт.                 | Лист.                 | Груд.                 | Рік                   |
| Абсолютний максимум, °C                                 | 29,4                  | 22,8                  | 32,2                  | 36,1                  | 42,2                  | 45,6                  | 46,1                  | 44,4                  | 41,7                  | 35,6                  | 27,2                  | 23,9                  | 46,1                  |
| Середній максимум, °C                                   | 4,1                   | 8,2                   | 14,1                  | 19,6                  | 24,9                  | 30,0                  | 35,9                  | 34,6                  | 28,4                  | 20,8                  | 11,5                  | 5,1                   | 19,8                  |
| Середній мінімум, °C                                    | −6,6                  | −3,8                  | −1,3                  | 1,7                   | 5,8                   | 10,1                  | 13,7                  | 11,6                  | 6,1                   | 0,8                   | −2,9                  | −5,9                  | 2,5                   |
| Абсолютний мінімум, °C                                  | −30,6                 | −26,7                 | −15,6                 | −10                   | −7,2                  | −3,3                  | 0,6                   | −0,6                  | −9,4                  | −13,3                 | −22,8                 | −33,3                 | −33,3                 |
| Норма опадів, мм                                        | 33                    | 24                    | 21                    | 18                    | 21                    | 17                    | 6                     | 5                     | 9                     | 16                    | 31                    | 30                    | 231                   |
| ------------------------------------------------------- | --------------------- | --------------------- | --------------------- | --------------------- | --------------------- | --------------------- | --------------------- | --------------------- | --------------------- | --------------------- | --------------------- | --------------------- | --------------------- |
| Джерело: https://wrcc.dri.edu/cgi-bin/cliMAIN.pl?id3631 |                       |                       |                       |                       |                       |                       |                       |                       |                       |                       |                       |                       |                       |

## Демографія

### Перепис 2010 року
За даними перепису 2010 року, у місті проживало 1 319 осіб у 559 домогосподарствах у складі 350 родин. Густота населення становила 265,3 ос./км². Було 684 помешкання, середня густота яких становила 137,6/км². Расовий склад міста: 82,2% білих, 0,2% афроамериканців, 2,0% індіанців, 0,4% азіатів, 11,8% інших рас, а також 3,4% людей, які зараховують себе до двох або більше рас. Іспанці та латиноамериканці незалежно від раси становили 24,6% населення.
Із 559 домогосподарств 27,9% мали дітей віком до 18 років, які жили з батьками; 48,5% були подружжями, які жили разом; 10,4% мали господиню без чоловіка; 3,8% мали господаря без дружини і 37,4% не були родинами. 32,6% домогосподарств складалися з однієї особи, в тому числі 18,1% віком 65 і більше років. У середньому на домогосподарство припадало 2,36 мешканця, а середній розмір родини становив 3,00 особи.
Середній вік жителів міста становив 42,6 року. Із них 25,6% були віком до 18 років; 6,4% — від 18 до 24; 20,3% від 25 до 44; 24,8% від 45 до 64 і 23% — 65 років або старші. Статевий склад населення: 49,1% — чоловіки і 50,9% — жінки.
Середній дохід на одне домашнє господарство  становив 37 656 доларів США (медіана — 27 442), а середній дохід на одну сім'ю — 45 185 доларів (медіана — 37 386). За межею бідності перебувало 24,9 % осіб, у тому числі 30,2 % дітей у віці до 18 років та 27,5 % осіб у віці 65 років та старших.
Цивільне працевлаштоване населення становило 420 осіб. Основні галузі зайнятості: освіта, охорона здоров'я та соціальна допомога — 24,0 %, роздрібна торгівля — 11,4 %, мистецтво, розваги та відпочинок — 10,2 %, публічна адміністрація — 10,0 %.

### Перепис 2000 року
За даними перепису 2000 року, в місті проживало 1 611 осіб у 610 домогосподарствах у складі 428 родин. Густота населення становила 355,4 ос./км². Було 707 помешкань, середня густота яких становила 156,0/км². Расовий склад міста: 85,41% білих, 1,18% індіанців, 0,31% азіатів, 9,75% інших рас і 3,35% людей, які зараховують себе до двох або більше рас. Іспанці та латиноамериканці незалежно від раси становили 26,44% населення.
Із 610 домогосподарств 34,3% мали дітей віком до 18 років, які жили з батьками; 56,2% були подружжями, які жили разом; 10,0% мали господиню без чоловіка, і 29,7% не були родинами. 26,7% домогосподарств складалися з однієї особи, в тому числі 13,4% віком 65 і більше років. У середньому на домогосподарство припадало 2,64 мешканця, а середній розмір родини становив 3,21 особи.
Віковий склад населення: 32,4% віком до 18 років, 6,3% від 18 до 24, 23,0% від 25 до 44, 21,8% від 45 до 64 і 16,4% років і старші. Середній вік жителів — 36 років. Статевий склад населення: 50,8 % — чоловіки і 49,2 % — жінки. 
Середній дохід домогосподарств у місті становив $26 379, родин — $32 019. Середній дохід чоловіків становив $27 321 проти $17 692 у жінок. Дохід на душу населення в місті був $12 869. Приблизно 20,5% родин і 24,5% населення перебували за межею бідності, включаючи 38,4% віком до 18 років і 6,3% від 65 і старших.